# Николај Кравцов
Николај Никитович Кравцов (рус. Николай Никитович Кравцов; Кулаково, код Вороњежа, 8. март 1921 — Београд, 18. октобар 1944) био је санитетски поручник Црвене армије, учесник Великог отаџбинског рата и херој Совјетског Савеза.

## Биографија
Рођен je 8. марта 1921. на сеоском имању у Кулакову, у Воронежској губернији. Потицао је из земљорадничке породице Никитe Федоровичa и Христинe Кравцов. Не дуго по рођењу, његова породица се преселила у Чугујевски округ, где су његови родитељи радили у колхозу. Седмогодишњу школу и два разреда средње школе завршио је Чугујиву.
Августа 1939. ступио је у Црвену армију, а 1940. је завршио Војно-медицинску школу у Харкову. Од напада Немачке на Совјетски Савез и почетка Великог отаџбинског рата, 22. јуна 1941. учествовао је у борбама на Југозападном фронту. Већ 26. јуна 1941. је први пут лакше рањен, а затим је 29. септембра исте године задобио другу рану. Након тога, 10. октобра 1941. је демобилисан, а после потпуног опоравка поново упућен на фронт 15. фебруара 1943. када је постављен на место војног болничара борбено-тенковског артиљеријског пука Прве борбене бригаде.
Истицао се у борбама на Југозападном фронту у Дњепропетровској области, а посебно се истакао 20. септембра 1943. у селу Ново-Николајевка и 24. септембра 1943. у селу Љубимовка. Под тешком артиљеријском и минобацачком ватром, са ратишта је извео 38 рањених војника и официра и пружио им медицинску помоћ. За овај подвиг, наредбом команданта артиљерије Трећег украјинског фронта, 17. децембра 1943. одликован је Орденом црвене звезде.
У пролеће 1944. истакао се у борбама у Украјини. Налазио се у саставу 1961.  противтенковског артиљеријског пука која се налазио у саставу Девете гардијске козачке дивизије, односно Прве гардијске коњичко-моторизоване групе. Након ослобођења Одесе, 10. априла 1944, његова група напредовала је југозападно, према ушћу Дњестра, хватајући и уништавајући непријатељске јединице које су се повлачиле и ометале излаз из окружених јединица. У борби код Александровке 11. априла 1944, налазио се са групом војника иза непријатељских линија. Тада је пружао медицинску помоћ и носио оружје до места једног официра и два војника, а такође је пружио правовремену лекарску помоћ петнаесторици совјетских војника. За овај подвиг је од стране команданта пука предложен за Медаљу за храброст, али га је командант Девете гардијске коњичке дивизије 21. априла 1944. одликовао Медаљом за војне заслуге.
У току Београдске операције, октобра 1944. бригада у којој се налазио укључена је у састав Четвртог гардијског механизованог корпуса, под командом генерала Владимира Жданова. Учествовао је 13. октобра 1944. у уништавању и заробљавању непријатељске групе од 180 војника која је покушавала да побегне из воза који се налазио у железничкој станици Рипањ. Тада је лично убио пет немачких војника.
Након продора партизанско-совјетских трупа у Београд, 16. октобра нашао се на челу јуришне партизанско-совјетске групе која се заштићена једним тенком кретала Улицом краља Александра ка згради Главне поште. У близини цркве Светог Марка, ова група је наишла на немачки бункер из кога је засута ватром. Пошто се посада бункера упорно бранила, поручник Кравцов је одлучио да реагује. Својим борцима је наредио да из аутомата и пушкомитраљеза гађају пушкарнице бункера, док се он пролазећи кроз миниран простор и жичане препреке, приближио бункеру и убацио бомбу у једну његову пушкарницу. Након тога је погођен и тешко рањен. Од последица рањавања преминуо је у болници 18. октобра 1944. године. Сахрањен је 22. октобра у заједничкој гробници бораца Црвене армије на Позоришном тргу (данас Трг Републике) испред зграде Народног позоришта. Након изградње Гробља ослободилаца Београда, 1954. његови посмртни остаци су пренети на ово гробље.
За узорно обављање борбених задатака на фронту и борбе против нацистичких освајача, као и показану храброст и херојство постхумно је 24. марта 1945. проглашен за хероја Совјетског Савеза и одликован Орденом Лењина.
Град Београд је крајем 2019. једну улицу у новоизграђеном насељу Београд на води назвао по Николају Кравцову.